# Марґеріт Перей
Марґеріт Катрін Перей (19 жовтня 1909 — 13 травня 1975) — французька фізикиня, студентка Марії Кюрі. У 1939 році Перей відкрила елемент францій шляхом очищення зразків лантану, що містив актиній. У 1962 році стала першою жінкою, обраною до Французької академії наук, честь, якої не удостоїли Кюрі. Померла від раку у 1975 році.

## Раннє життя
Перей народилась 1909 року у французькому місті Вільмомбль, якраз за межами Парижу, де був розташований Інститут імені Марії Кюрі. Хоча вона сподівалась вивчати медицину, смерть її батька негативно вплинула на фінансовий стан сім'ї. Вона проходила співбесіду на роботу разом із Марією Кюрі у віці 19 років і її найняли.

## Робота в хімії
Перей провела десять років, відсіюючи актиній від усіх інших компонентів уранової руди, що Кюрі використовувала на той час у своєму вивченні розпаду елементу. Хоча Кюрі померла у 1934 році, лабораторія продовжила вивчення актинію. Кілька років потому Перей вперше помітила, що очищений нею актиній випромінював неочікувану радіацію. Після подальшого вивчення вона змогла виокремити цей новий елемент, який назвала «францієм» на честь Франції.
Після відкриття вона отримала грант на очікуване продовження навчання в університеті та отримала звання доктор філософії у Сорбонні у 1946 році. Її зробили керівницею відділу ядерної хімії у Страсбурзькому університеті у 1949 році і продовжила роботу над францієм. Вона заснувала лабораторію, що у 1958 році стала лабораторією ядерної хімії в центрі ядерних досліджень, де була її керівницею. За іронією, вона сподівалась, що францій допоможе діагностувати рак, проте він власне був канцерогеном і в Перей розвинувся рак кісток, що врешті-решт і вбив її.
Її архіви з матеріалами за 1929—1975 роки зберігаються в університеті Луї Пастера у Страсбурзі. Серед них є лабораторні нотатники, навчальні матеріали часів її діяльності як професора ядерної хімії, праці часів її керівництва лабораторією, та публікації.

## Публікації
- "Sur un élément 87, dérivé de l'actinium, " Comptes-rendus hebdomadaires des séances de l'Académie des sciences, 208: 97 (1939).
- «Francium: élément 87,» Bulletin de la Société chimique de France, 18: 779 (1951).
- «On the Descendants of Actinium K: 87Ac223,» Journal de Physique et le Radium, 17: 545 (1956).

## Посади
- 1929—34 Особистий помічник Марії Кюрі, Інститут радію.
- 1934—46 Радіохімік, Інститут радію.
- 1946—49 Керівниця досліджень, Національний центр наукових досліджень, Інститут радію.
- 1949 — Професор ядерної хімії, Страсбурзький університет.
- 1950—63 Член Комісії атомних мас

## Освіта
- Диплом з хімії, державний жіночий технікум, 1929.
- Доктор наук, Сорбонна, 1946.

## Відзнаки
- Офіцер Ордену Почесного легіону, 1960
- Гран-прі Парижу, 1960
- Обраний кореспондент Французької академії наук (Париж), 1962. Перша жінка, обрана до Академії з часу її заснування у 1666 році.
- Премія Лавуазьє Французької академії наук, 1964
- Срібна медаль Société Chimique de France, 1964
- Командир Ордену «За заслуги» (Франція), 1974